# Marta Gómez
Marta Maria Gómez Battelli (nascida em 22 de dezembro de 1990) é uma nadadora paralímpica espanhola que disputa as provas da classe SM13.

## Carreira
Representou a Espanha nos Jogos Paralímpicos de Verão de 2012 em Londres. Foi medalha de prata no Mundial de Natação de 2013 e no Campeonato Europeu de 2014.